# نظام الظل المصرفي
نظام الظل المصرفي هو مجموعة من الوسطاء الماليين غير المصرفيين الذين يقدموا خدمات مماثلةللبنوك التجارية التقليدية. تشمل أحيانا كيانات مثل المحافظ الوقائية، ومحافظ أسواق المال، أدوات الإستثمار المهيكلة (SIV)، محافظ الاستثمار الائتمانية، وتبادل الأموال المتداولة، محافظ الإئتمان الوقائية، محافظ الأسهم الخاصة، ومقدمي التأمين على الائتمان، التوريق وشركات التمويل.
ولكن هناك اختلاف على معنى ونطاق الظل المصرفي في الأوساط الأكاديمية. وفقا لهيرفي هانون نائب المدير العام لبنك التسويات الدولية (BIS)، فإنه يمكن لبنوك الاستثمار والبنوك التجارية أن تجري الكثير من أعمالهم في ظل النظام المصرفي (SBS)، ولكن معظمها لا تصنف عموما بأنها مؤسسات ظلية. تخضع الأنشطة الأساسية للبنوك الاستثمارية للائحة تنظيم ومراقبة من قبل مصرف مركزي المصارف المركزية والمؤسسات الحكومية الأخرى. لكنه من الشائع أن تفوم بنوك الاستثمار بإجراء العديد من المعاملات الخاصة بها بطرق لا تظهر في أوراق ميزانيتها العمومية والتقليدية وبالتالي لا تكون مرئية للمنظمين أو للمستثمرين السذج. على سبيل المثال، قبل الأزمة المالية 2007-2008 ، مولت البنوك الاستثمارية العديد منعمليتها المالية (مثل قروض رهن عقاري والتوريق ومخاطر التحوط، مقايضة العجز عن سداد الائتمان) من خارج الميزانية العمومية.
منذ عام 2000، نمى حجم المعاملات في نظام الظل المصرفي بشكل كبير لحين الأزمة المالية عام 2008، وبعدها، ولفترة وجيزة، أخذ بالانكماش بجميع بلاد العالم
في عام 2007، قدر مجلس الإستقرار المالي تعاملات مصارف الظل في الولايات المتحدة بحوالي 25 تريليون دولار لكنه انخفض عام 2008 الي 24 تريليون دولار. أما على المستوى العالمي إنخفض من 50 تريليون دولار عام 2007 إلى 47 تريليون دولار عام 2008 إلا أنه ارتفع إلى 51 تريليون دولار عام 2011. وفي عام 2012، ذكر تقرير بلومبيرغ أن تعاملاته وصلت إلى 67 تريليون دولار.
لا يوجد أي توضيحات حول ممدى احتواء تعاملات الظل لأنشطة المصارف الخاضعة للتنظيم.

## التسمية
المصطلح العربي هو ترجمة لل "Shadow Banking System" الإنكليزي. وكان بول ماكغالي أول من أطلفه عام 2007 ليدل على «حساء الأبجدية الكامل لجميع القنوات والأدوات والهيكلية الإستثمارية التي تجري خارج قنوات المصارف.»، كما يختصر المصطلح بالإنكليزية بـSBS.

## إقراء أيضا
- أزمة الرهن العقاري
- الكساد

## وصلات خارجية
- ما هو نظام الظل المصرفي - موقع صندوف النقد الدولي
- قروض الطل المصرفي - موقع الاقتصادية